# Gà Ixworth
Gà Ixworth là giống gà trắng của Anh. Nó được đặt tên cho làng Ixworth ở Suffolk, nơi nó được tạo ra vào năm 1932. Nó được nhân giống như giống thịt chất lượng cao phát triển nhanh với khả năng đẻ trứng hợp lý.

## Lịch sử
Gà Ixworth được tạo ra vào năm 1932 bởi Reginald Appleyard, người cũng đã tạo ra giống vịt bạc Appleyard, tại trang trại gia cầm của ông ở làng Ixworth ở Suffolk. Nó được lai tạo từ gà Sussex trắng, gà Minorca trắng, gà Orpington trắng, gà Jubilee, gà Cornish và gà Ấn Độ trắng, với mục đích tạo ra một giống đa mục đích, một giống gà thịt chất lượng cao đang phát triển nhanh với khả năng đẻ trứng hợp lý. Một giống gà bantam Ixworth được tạo ra vào năm 1938; Appleyard nghĩ rằng nó tốt hơn so với giống gà có kích thước chuẩn.
Vào những năm 1970, gà Ixworth gần như biến mất; nó đã dần dần được hồi phục. Đây là một giống hiếm: trong năm 2008 nó được liệt kê là "Danh mục 2: nguy cơ tuyệt chủng" bởi Quỹ Tín thác Sinh tồn Hiếm, vào năm 2014 đã nằm trong danh sách các giống gia cầm bản địa có nguy cơ bị rủi ro.

## Đặc điểm
Bộ lông của Ixworth có màu trắng tuyền. Mào là loại hạt đậu; mào, mặt, dái tai có màu đỏ rực rỡ. Đôi mắt sáng màu cam hoặc đỏ. Mỏ, chân, cẳng chân, da và thịt đều có màu trắng. Trong một nghiên cứu so sánh được tiến hành tại Viện Roslin, gà mái Ixworth đạt trọng lượng sống là 4,03 kg lúc 55 tuần, và đẻ trung bình 0,74 quả trứng mỗi ngày, với trọng lượng trứng trung bình là 63,6 g.. Thịt gà này có giá rất cao..